# Europäische Pressefreiheit-Charta
Die Europäische Pressefreiheit-Charta ist eine nicht bindende Leitlinie zur Pressefreiheit, welche am 25. Mai 2009 von 48 Herausgebern und führenden Journalisten aus 19 europäischen Ländern unterzeichnet wurde. Diese beinhaltet z. B. das Verbot der Zensur, freier Zugang zu nationalen und internationalen Informationsquellen und die Freiheit der Informationssammlung und -verbreitung.
Die Charta fasst in 10 Artikeln die Hauptprinzipien der Medienfreiheit, einschließlich des Verbots der Überwachung, der Bespitzelung und der Durchsuchung von Redaktionen und deren Computern, zusammen. Des Weiteren äußert die Charta die Notwendigkeit, Journalisten und Bürgern einen ungehinderten Zugang zu Informationsquellen zu verschaffen und nennt Werte, die öffentliche Institutionen – Staaten wie auch die Europäische Union – im Umgang mit Journalisten respektieren sollten.
Die Idee der Charta kam zum ersten Mal im Jahr 2007 auf, als Produkt des Dialogs, welcher seit 2005 jährlich zwischen der EU-Kommissionärin Viviane Reding und Chefredakteuren führender europäischer Zeitungen, angeführt von Hans-Ulrich Jörges vom Stern, stattfindet.
Die Charta wurde am 9. Juni bzw. 26. Oktober 2009 der Europäischen Kommission und dem Europarat übergeben, mit dem Ziel, diese könne ein Maßstab für die Beurteilung der Medienfreiheit in Mitglieds- und Kandidatenstaaten der genannten Organisationen werden, sowie die Beziehungen der Journalisten in ganz Europa zu den jeweiligen staatlichen Behörden zu verbessern.